# Haemogregarina parmae
Haemogregarina parmae is een soort in de taxonomische indeling van de Myzozoa, een stam van microscopische parasitaire dieren. Het organisme komt uit het geslacht Haemogregarina en behoort tot de familie Haemogregarinidae. Haemogregarina parmae werd in 1925 ontdekt door Mackerras & Mackerras.